# Kommunanz Capriasca/Lugaggia

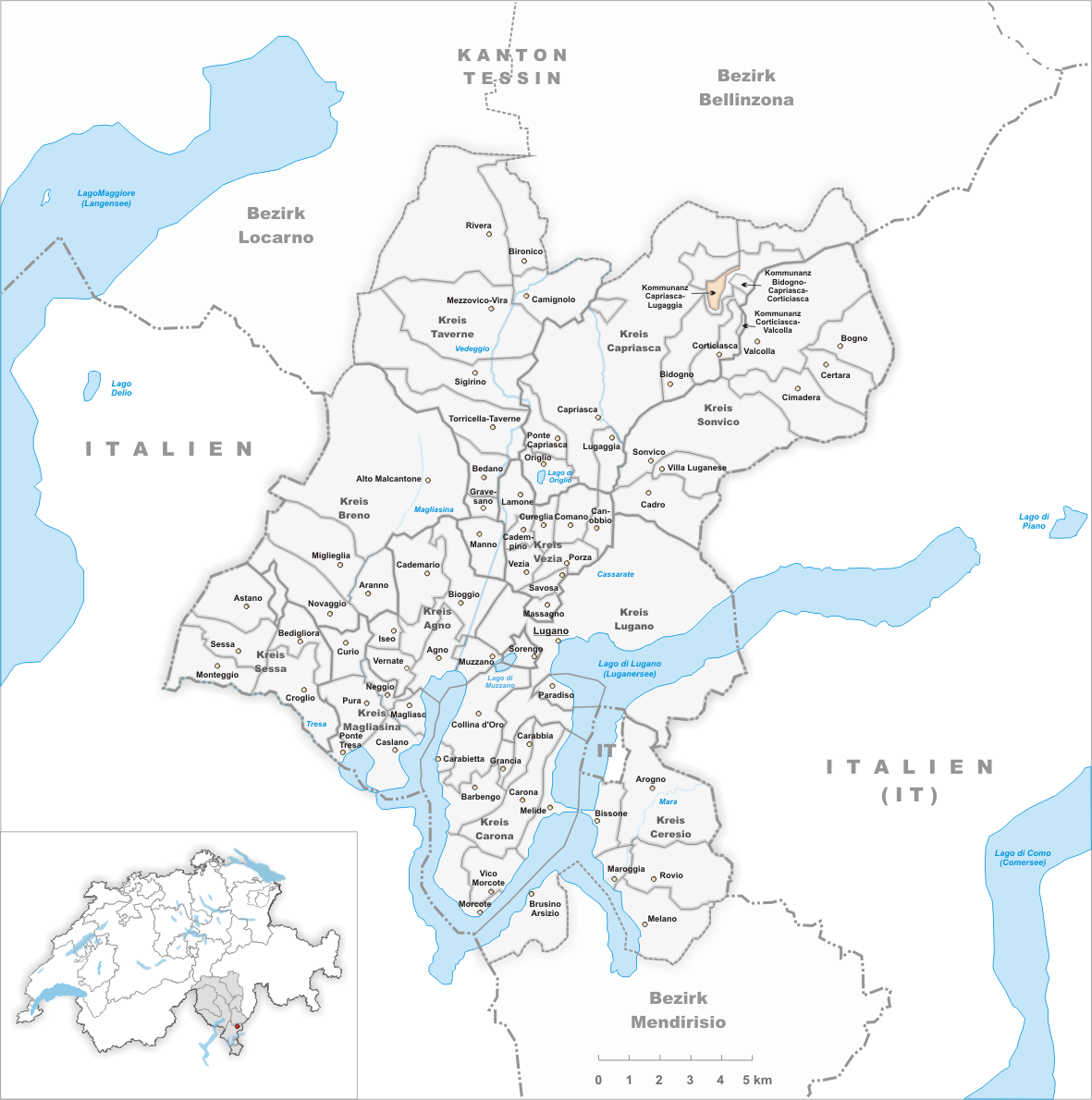
Kommunanz Capriasca/Lugaggia

Die Comunanza Capriasca/Lugaggia war ein Gemeinschaftsareal (Kommunanz) im Bezirk Lugano des Kantons Tessin in der Schweiz.

## Politische Zugehörigkeit
Das ca. 0,75 Quadratkilometer grosse Territorium stand im Gemeinschaftsbesitz zweier Gemeinwesen: Capriasca und Lugaggia.

## Geographie
Das meist unbewohnte subalpine Gebiet besteht aus dem teils bewaldeten, steilen Südhang des 1816 m hohen Monte Bar. Es erstreckt sich von 1580 m (Capanna Monte Bar) bis zum Gipfel und wird unterhalb auf der ganzen Länge der Grenze von einem schmalen, ca. 100 m breiten Band Gemeindegebiets von Capriasca umfasst.

## Namensänderung
Die Kommunanz Capriasca/Lugaggia hiess bis 31. Dezember 2003 Kommunanz Sala Capriasca/Vaglio/Lugaggia und trug die BFS-Nr. 5237 (ab 1. Januar 2004: BFS-Nr. 5393).

## Auflösung am 20. April 2008
Mit der Fusion der Gemeinden Bidogno, Corticiasca, Lugaggia und Capriasca zur Gemeinde Capriasca per 20. April 2008 wurde diese Kommunanz aufgelöst.